# れすとらん北齋
- ディズニーパーク > 東京ディズニーリゾート > 東京ディズニーランド
  - ワールドバザール > れすとらん北齋
  - 東京ディズニーランドのレストランの一覧 > れすとらん北齋

れすとらん北齋（れすとらんほくさい, Restaurant Hokusai）は、東京ディズニーランド(TDL)のワールドバザールにあるレストラン。

## 概要
| れすとらん北齋 | れすとらん北齋   |
| -------------- | ---------------- |
| オープン日     | 1984年7月20日    |
| スポンサー     | なし             |
| タイプ         | テーブルサービス |
| 座席数         | 約280席          |
| アルコール     | ○                |
| PS             | ○                |

れすとらん北齋は、TDLで唯一の和食レストラン。店名は江戸時代に活躍した浮世絵師、葛飾北斎から。店内やメニュー表の一部には「富嶽三十六景 神奈川沖浪裏」など、葛飾北斎が描いた有名な浮世絵が描かれている。
入口は1階にあり、階段もしくはエレベーターを使い2階に上がる。2階には待合室があり、名前が呼ばれるまでそこで待機する。
BGMもワールドバザールで使われているラグタイムのような洋風のものではなく、琴や三味線などを使った和風な音楽が使われている。
下記の基本メニューのほかに季節限定のメニューも登場する。特に、おせち料理（2019年1月1日以降販売なし）や七夕膳（毎年6月から7月頃）は恒例となっている。
以前は通常のお子様メニューとは別に低アレルゲンメニューが用意されていたが、2019年7月10日のグランドメニュー変更の際に、お子様メニューが5大アレルゲンを含まない低アレルゲンメニューとなった為、低アレルゲンメニューは販売終了となった。
2020年10月1日よりアルコール飲料の販売が開始された。